# Тру (Вісконсин)
Тру (англ. True) — місто (англ. town) в США, в окрузі Раск штату Вісконсин. Населення — 237 осіб (2020).

## Демографія
Згідно з переписом 2010 року, у місті мешкало 296 осіб у 110 домогосподарствах у складі 84 родин. Було 138 помешкань
Расовий склад населення:
| - 98,3 % — білих - 0,7 % — чорних або афроамериканців - 0,3 % — азіатів |

До двох чи більше рас належало 0,7 %. Частка іспаномовних становила 0,7 % від усіх жителів.
За віковим діапазоном населення розподілялося таким чином: 27,4 % — особи молодші 18 років, 59,4 % — особи у віці 18—64 років, 13,2 % — особи у віці 65 років та старші. Медіана віку мешканця становила 42,0 року. На 100 осіб жіночої статі у місті припадало 109,9 чоловіків;  на 100 жінок у віці від 18 років та старших — 110,8 чоловіків також старших 18 років.
Середній дохід на одне домашнє господарство  становив 55 614 долари США (медіана — 51 429), а середній дохід на одну сім'ю — 58 133 долари (медіана — 51 500). Медіана доходів становила 39 375 доларів для чоловіків та 36 667 доларів для жінок. За межею бідності перебувало 7,4 % осіб, у тому числі 10,5 % дітей у віці до 18 років та 8,0 % осіб у віці 65 років та старших.
Цивільне працевлаштоване населення становило 128 осіб. Основні галузі зайнятості: виробництво — 37,5 %, роздрібна торгівля — 10,9 %, освіта, охорона здоров'я та соціальна допомога — 10,9 %.